# Jacques Collin de Plancy
Jacques Albin Simon Collin De Plancy (Plancy-l'Abbaye, 30 gennaio 1794 – 13 gennaio 1881) è stato uno scrittore francese.

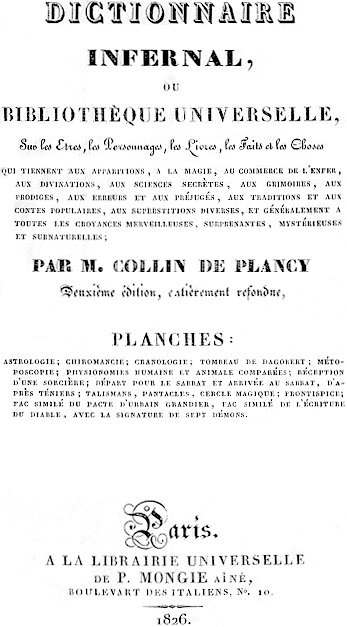
Frontespizio del Dictionnaire infernal di Collin de Plancy

Jacques Collin de Plancy era il figlio di Edmé-Aubin Collin, "fabbricante di calze", e Marie-Anne Danton. Il suo vero nome era Jacques Collin. Ha creato lo pseudonimo J.A.S. Collin de Plancy aggiungendo al cognome la particella “de” e il nome del suo villaggio natale. Libero pensatore influenzato da Voltaire, fu tipografo-libraio a Plancy e Parigi. 
Nel 1830 si stabilì in Belgio, a Bruxelles, dove fondò la Revue de Bruxelles e la Società per la propagazione dei buoni libri. Nel 1839 fu chiamato in Olanda per fondare una Società di Belle Arti all'Aia. Durante il suo soggiorno in Olanda, Collin de Plancy si riconciliò con Dio e con la fede cattolica. Nel 1841 rese pubblica la sua conversione, dichiarando di condannare e calpestare tutto ciò che scriveva contro la fede e la morale, Collin de Plancy ritorna in Francia e tutte le sue opere avranno d'ora in poi l'approvazione episcopale. Nel 1846 fondò a Plancy la Società di Saint-Victor per la diffusione dei buoni libri e la formazione degli operai cristiani. Dopo lo scioglimento di quest'ultima nel 1858, Collin de Plancy si trasferì a Parigi e concluse la sua carriera come direttore generale presso Henri Plon.
La sua opera più importante è il Dictionnaire infernal, la cui prima edizione fu pubblicata nel 1818 e in cui riunì tutta la conoscenza dell'epoca riguardo alle superstizioni e alla demonologia. Il Dictionnaire infernal ebbe sei versioni pubblicate durante la sua vita. La terza edizione, pubblicata nel 1844, è stata rivista per compiacere la chiesa e porta l'approvazione dell'arcivescovo di Parigi. La sesta versione pubblicata nel 1863 contiene 550 figure “compresi i ritratti di 72 demoni disegnati da M. L. Le Breton”.
Suo figlio, Victor Collin de Plancy (1853-1922), nato da un secondo matrimonio, fu ministro plenipotenziario in Estremo Oriente, poi primo ambasciatore francese in Corea. Grande amante delle opere d'arte, parte della sua collezione si trova al Museo Guimet.